# 化学位移

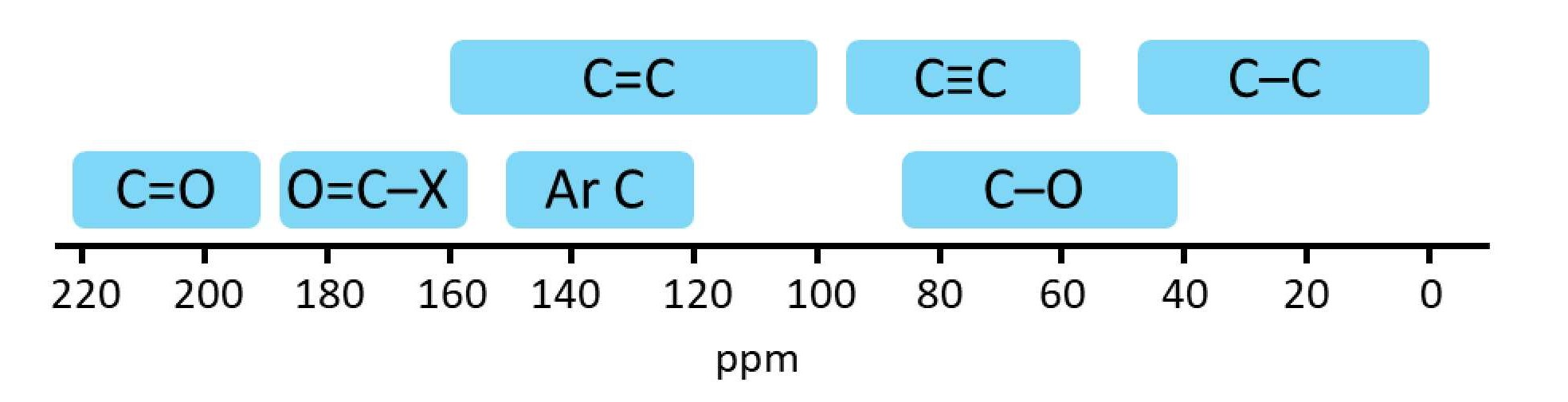
碳谱的化学位移总览图

化学位移（英語：Chemical shift）指的是原子核自旋在磁场中的核磁共振频率相对于同种核的某个标准共振频率数值的偏移，来源于不同的同种原子核所在的微观环境的差异。在核磁共振波谱学中，化学位移表现为波谱上峰的位置，研究者可以通过谱图中峰的数量、大小与相对位置其判断研究样品的分子结构，并将各个峰标定为分子中的某个原子，从而方便对该分子的进一步研究。 化学位移的概念也有用于描述其他形式的波谱学（如光电子能谱学）中的信号。
在核磁共振过程中，作用于原子核的磁场除了静态磁场外，还包括由分子轨道上的电子运动而产生的电流引起的局部磁场，以及邻近电子与其他原子核的磁矩。这些微小磁场的强度与方向由局部分子结构所决定，包括键合原子的类型、键长、键角等，并对共振频率或者说自旋能级产生微小的影响，通常只有百万分比（ppm）的数量级，这也是衡量化学位移的单位。在实际应用中，化学位移的大小是相对于参考频率或参考样品给出的，通常是一个几乎没有扭曲电子分布的分子，例如四甲基硅烷（Si(CH3)4）。

## 计算公式
某一物质吸收峰的位置与标准质子吸收峰位置之间的差异称为该物质的化学位移，常以 {\displaystyle \delta } 表示：
{\displaystyle \delta ={\frac {\nu _{\mathrm {sample} }-\nu _{\mathrm {TMS} }}{\nu _{\mathrm {spectrometer} }}}\times 10^{6}}
式中，υ样品为样品吸收峰的频率，υTMS为四甲基硅烷吸收峰的频率。由于所得的数据很小，一般只有百万分之几，故乘以1000000。
在各种有机物分子中，与同一类基团相连的质子，它们都有大致相同的化学位移。